# Tilman Rhode-Jüchtern
Karl Tilman Rhode-Jüchtern (* 7. Februar 1946 in Bielefeld) ist ein emeritierter Professor für Geographiedidaktik an der Friedrich-Schiller-Universität Jena. Rhode-Jüchterns Beiträge zu Geographie und Geographiedidaktik nehmen Bezug auf zentrale Konzepte aus Erkenntnistheorie und anderen Feldern der Philosophie wie der philosophischen Ethik; hierzu lieferte er neben klassischen geographiedidaktischen Themen zahlreiche Beiträge zur Förderung der Unterrichtspraxis von Geographielehrkräften. Tilman Rhode-Jüchtern ist Autor mehrerer Monographien; seine Einführung in die Geographiedidaktik zählt zu den Standardwerken des Faches; außerdem ist Rhode-Jüchtern Mitverfasser der Nationalen Bildungsstandards für den Geographieunterricht.

## Werdegang
Tilman Rhode-Jüchtern wurde als Sohn der Kinderbuchautorin und Realschullehrerin Ursula Rhode-Jüchtern, geb. Pathe, und des Bildhauers Karlheinz Rhode-Jüchtern geboren. Er studierte Geographie, Germanistik und Politikwissenschaft in Saarbrücken und Marburg. Auf das erste Staatsexamen für das Lehramt am Gymnasium im Jahr 1973 folgte 1975 die Promotion an der Universität Marburg mit einem fachwissenschaftlichen Thema („Geographie und Planung“). Während des Referendarsdienstes von 1975 bis 1977 in Bremen hatte Rhode-Jüchtern Lehraufträge an den Universitäten Marburg, Kassel und Osnabrück. Von 1977 bis 1999 war er wissenschaftlicher Mitarbeiter an der Universität Bielefeld (Oberstufenkolleg, Staatliche Versuchsschule und Curriculumwerkstatt). 1995 folgte die Habilitation an der Universität Bielefeld mit einem Thema zum konstruktivistischen Geographieunterricht („Raum als Text“). Von 1999 bis 2011 war Rhode-Jüchtern Universitätsprofessor für Didaktik der Geographie an der Universität Jena. Auf die Emeritierung folgten 2011/12 Gastprofessuren an der Universität Hamburg sowie 2011, 2013 und 2017 an der Universität Wien. 2025 wurde ihm das Bundesverdienstkreuz am Bande verliehen.

## Monographien (Auswahl)
- Den Raum lesen lernen. Perspektivenwechsel als geographisches Konzept. Oldenbourg, München 1996. ISBN 978-3-637-88037-5.
- Derselbe Himmel, verschiedene Horizonte. Zehn Werkstücke zu einer Geographiedidaktik der Unterscheidung. Materialien zur Geographie und Wirtschaftskunde, Bd. 18. Inst. für Geographie, Wien 2004. ISBN 3-900830-52-5.
- Eckpunkte einer modernen Geographiedidaktik – Hintergrundbegriffe und Denkfiguren. Mit je einem Glossar von Volker Schmidtke und Karen Krösch. Klett Kallmeyer, Stuttgart 2009. ISBN 978-3-7800-1020-9.
- Unter Mitarbeit von. Antje Schneider: Wissen, Problemorientierung, Themenfindung. im Geographieunterricht. (= Geographische Bildung. Kleine Reihe. Bd. 1). Wochenschau-Verlag, Schwalbach./Ts. 2009. ISBN 978-3-89974-616-7.
- Tropischer Regenwald. Ein Top-Thema der Geographie – multiperspektivisch entfaltet. DVD mit booklet: Wie unterrichte ich "Geographie praktisch". Wochenschau-Verlag, Schwalbach./Ts. 2014. ISBN 978-3-89974-862-8.
- Kreative Geographie. Bausteine zur Geographie und ihrer Didaktik. Wochenschau-Verlag, Schwalbach/Ts. 2015, ISBN 978-3-7344-0015-5.
- Naturereignisse und Sozialkatastrophen im Geographieunterricht (= Kleine Reihe Geographie) Wochenschau-Verlag, Schwalbach./Ts. 2018. ISBN 978-3-7344-0689-8.